# Lijst van oorlogsmonumenten in Smallingerland
De Nederlandse gemeente Smallingerland heeft 13 oorlogsmonumenten. Hieronder een overzicht. 
| Nr.  | Object                                                             | Herdachte groep                                                                                  | Ontwerper                              | Onthulling      | Type            | Locatie                             | Plaats     | Coördinaten                 | Foto                                                         |
| ---- | ------------------------------------------------------------------ | ------------------------------------------------------------------------------------------------ | -------------------------------------- | --------------- | --------------- | ----------------------------------- | ---------- | --------------------------- | ------------------------------------------------------------ |
| 167  | Gedenksteen in boerderij De Oerwinning                             | verzet Nederland                                                                                 |                                        |                 | gedenksteen     |                                     | Opeinde    | 53° 8' 2" NB, 6° 3' 24" OL  | Gedenksteen in boerderij De Oerwinning                       |
| 169  | Monument voor Tjalling Wagenaar                                    | verzet Nederland                                                                                 |                                        | 8 november 1948 | plaquette       | Burgemeester Wuiteweg, 9203 KA      | Drachten   | 53° 5' 54" NB, 6° 5' 57" OL | Monument voor Tjalling Wagenaar                              |
| 170  | Monument voor Bauke Lijklema                                       | verzet Nederland                                                                                 |                                        | 8 november 1948 | plaquette       | Gauke Boelensstraat 2, 9203 RM      | Drachten   | 53° 5' 54" NB, 6° 5' 57" OL | Monument voor Bauke Lijklema                                 |
| 171  | Nederlandsche Tramweg Maatschappij-monument op het Kiryat Onoplein | burgerslachtoffers, verzet Nederland                                                             | Ir. J.J.M. Vegter, ir. Arjen Witteveen | 1947            | gedenksteen     | Kiryat Onoplein, 9203KS             | Drachten   | 53° 6' 6" NB, 6° 5' 44" OL  | Meer afbeeldingen                                            |
| 246  | Verzetsplaquette                                                   | verzet Nederland                                                                                 |                                        | 1946            | plaquette       | Gauke Boelensstraat 2, 9203 RM      | Drachten   | 53° 6' 11" NB, 6° 5' 49" OL | Verzetsplaquette                                             |
| 459  | Monument op het Kiryat Onoplein                                    | militairen in dienst van het Ned. Kon. 1940-1945, burgerslachtoffers, verzet Nederland           | Ir. J.J.M. Vegter                      | 14 april 1955   | overig          | Kiryat Onoplein, 9203KS             | Drachten   | 53° 6' 6" NB, 6° 5' 44" OL  | Monument op het Kiryat Onoplein                              |
| 740  | William A.J. Fuller-Memorial                                       | geallieerde militairen                                                                           |                                        | 27 juli 1992    | beeld/sculptuur | Nije Buorren 3, 9221 TJ             | Rottevalle | 53° 8' 47" NB, 6° 6' 29" OL | William A.J. Fuller-Memorial                                 |
| 2977 | Monument voor Roma en Sinti op het Kiryat Onoplein                 | vervolgden Nederland                                                                             | Roelie Woudwijk                        | 18 januari 2007 | beeld/sculptuur | Kiryat Onoplein, 9203KS             | Drachten   | 53° 6' 6" NB, 6° 5' 44" OL  | Monument voor Roma en Sinti op het Kiryat Onoplein           |
| 2983 | Joods Monument op het Kiryat Onoplein                              | vervolgden Nederland                                                                             | H. Rusticus                            | 19 april 2001   | zuil            | Kiryat Onoplein, 9203KS             | Drachten   | 53° 6' 6" NB, 6° 5' 44" OL  | Joods Monument op het Kiryat Onoplein                        |
| 3524 | Oorlogsmonument                                                    | burgerslachtoffers, verzet Nederland                                                             | Anne Woudwijk                          | 4 mei 1995      | gedenksteen     | Reinder de Vriessingel 55, 9218 RS  | Opeinde    | 53° 7' 58" NB, 6° 3' 21" OL | Oorlogsmonument                                              |
| 3478 | Monument Freonen Foar Altyd                                        | geallieerde militairen                                                                           | Anne en Roelie Woudwijk                | 5 mei 2010      | gedenksteen     | Reinder de Vriessingel 55, 9218 RS  | Opeinde    | 53° 7' 58" NB, 6° 3' 20" OL | Monument Freonen Foar Altyd                                  |
| 4675 | Veteranenmonument op het Kiryat Onoplein                           | Militairen in dienst van het Ned. Kon. 1940-1945, Militairen in dienst van het Ned. Kon. na 1945 | Thomas H. Bruining                     | 12 april 2025   | beeld/sculptuur | Kiryat Onoplein, 9203KS             | Drachten   | 53° 6' 6" NB, 6° 5' 44" OL  | Veteranenmonument op het Kiryat Onoplein                     |
| 4742 | Monument voor Molukse KNIL-militairen op het Kiryat Onoplein       | Militairen in dienst van het Ned. Kon. 1940-1945, Militairen in dienst van het Ned. Kon. na 1945 |                                        | 30 april 2025   | beeld/sculptuur | Kiryat Onoplein, 9203KS             | Drachten   | 53° 6' 6" NB, 6° 5' 44" OL  | Monument voor Molukse KNIL-militairen op het Kiryat Onoplein |
|      | Stolpersteine                                                      | vervolgden Nederland                                                                             | Gunter Demnig                          |                 | reliëf          | Zie Stolpersteine in Smallingerland | Drachten   |                             | Meer afbeeldingen                                            |

Achtkarspelen ·
Ameland ·
Dantumadeel ·
De Friese Meren ·
Harlingen ·
Heerenveen ·
Leeuwarden ·
Noardeast-Fryslân ·
Ooststellingwerf ·
Opsterland ·
Schiermonnikoog ·
Smallingerland ·
Súdwest-Fryslân ·
Terschelling ·
Tietjerksteradeel ·
Vlieland ·
Waadhoeke ·
Weststellingwerf